# Železná planeta

Srovnání velikostí planet s [http://www.nasa.gov/centers/goddard/news/topstory/2007/earthsized_planets.html různými složeními

Železná planeta je typ planety, která se skládá převážně z železného jádra s minimálním nebo žádným pláštěm. Největším tělesem tohoto typu ve Sluneční soustavě je Merkur (ostatní terestrické planety jsou převážně silikátové), avšak větší železné exoplanety se označují jako super-Merkury.
Železo je šestým nejhojnějším prvkem ve vesmíru podle hmotnosti po vodíku, heliu, kyslíku, uhlíku a neonu.

## Původ
Železné planety mohou být zbytky běžných kovově-silikátových kamenných planet, jejichž pláště byly odstraněny obřími impakty. Některé mohou být tvořeny diamantovými poli. Současné modely formování planet předpovídají vznik železných planet na blízkých oběžných drahách nebo u masivních hvězd, kde protoplanetární disk obsahuje železem bohatý materiál.

## Charakteristiky
Železné planety jsou menší a hustší než jiné typy planet srovnatelné hmotnosti. Tyto planety by neměly deskovou tektoniku nebo silné magnetické pole, protože po vzniku rychle chladnou. Na rozdíl od Země pravděpodobně postrádají stabilní vodní povrch. V případě přítomnosti vody na povrchu se očekává, že vlivem chemických reakcí bude pokryta spíše jezery exotických těkavých látek, jako je železokarbonyl.
V science fiction jsou železné planety často označovány jako "Cannonball" (dělostřelecká koule).

## Kandidáti
Možným kandidátem na železnou exoplanetu je Kepler-974b.
Kandidátem na super-Merkur je GJ 367b.
Hvězda HD 23472 hostí dvě super-Merkury.